# Aglantha digitale
Aglantha digitale ist eine Quallen-Art aus der Familie der Rhopalonematidae.

## Beschreibung
Aglantha digitale wird 10 bis 40 Millimeter lang, der Schirmdurchmesser beträgt ungefähr die Hälfte der Höhe. Sie ist von fingerhutförmiger Gestalt mit einem kleinen, konischen Fortsatz an der Spitze. Die Seitenwände sind dünn, die unter dem Schirm liegenden Muskeln stark ausgeprägt. Der im Zentrum des Körpers liegende, als Verdauungskanal dienende Stiel ist schlank, der Magen ist klein, der Mund hat vier einfache Lippen. Unterhalb des Schirmes, nahe am Ansatz des Stiels befinden sich die acht länglichen Gonaden. Die Tiere sind mit 80 oder mehr gleichförmigen Tentakeln und am Rand mit acht keulenförmigen Statocysten besetzt.

## Verbreitung
Die Art kommt in allen nördlichen Meeren und auch in der Nord- und westlichen Ostsee vor.